# Tamano, Okayama
Tamano (玉野市 Tamano-shi) là một thành phố thuộc tỉnh Okayama, Nhật Bản.